# Ramphocelus
Ramphocelus är ett fågelsläktet i familjen tangaror inom ordningen tättingar. Släktet omfattar nio eller tio arter som förekommer i Latinamerika från södra Mexiko till Bolivia:
- Rödkragad tangara (R. sanguinolentus)
- Rödbröstad tangara (R. nigrogularis)
- Karminryggig tangara (R. dimidiatus)
- Huallagatangara (R. melanogaster)
- Silvernäbbad tangara (R. carbo)
- Brasilientangara (R. bresilius)
- Rödgumpad tangara (R. passerinii)
- Eldgumpad tangara (R. flammigerus)
- Citrongumpad tangara (R. icteronotus) – behandlas ofta som underart till flammigerus[2]